# Ustersbach
Ustersbach é um município da Alemanha, membro da associação municipal de Gessertshausen, localizado no distrito de Augsburg, na região administrativa de Suábia, estado de Baviera.